# Lehertshub
Lehertshub ist ein Gemeindeteil des Marktes Buchbach im oberbayerischen Landkreis Mühldorf am Inn auf der Gemarkung Felizenzell.

## Geografie
Die Einöde Lehertshub liegt 2,6 Kilometer nordöstlich von Buchbach oberhalb des Höhenberger Grabens.

## Bevölkerungsentwicklung
Um 1871 gab es in Lehertshub sechs Einwohner. Im Mai 1987 lebten dort fünf Einwohner in einem Wohngebäude.
| Jahr      | 1871 | 1925 | 1950 | 1970 | 1987 |
| Einwohner | 6    | 9    | 8    | 6    | 5    |